# Lost Hills
Lost Hills és una concentració de població designada pel cens dels Estats Units a l'estat de Califòrnia. Segons el cens del 2000 tenia 1.938 habitants.

## Demografia
Segons el cens del 2000, Lost Hills tenia 1.938 habitants, 346 habitatges, i 320 famílies. La densitat de població era de 133,4 habitants/km².
Dels 346 habitatges en un 70,2% hi vivien nens de menys de 18 anys, en un 74% hi vivien parelles casades, en un 6,4% dones solteres, i en un 7,5% no eren unitats familiars. En el 3,8% dels habitatges hi vivien persones soles el 0,9% de les quals corresponia a persones de 65 anys o més que vivien soles. El nombre mitjà de persones vivint en cada habitatge era de 5,6 i el nombre mitjà de persones que vivien en cada família era de 5,22.
Per edats la població es repartia de la següent manera: un 39,1% tenia menys de 18 anys, un 17,3% entre 18 i 24, un 30,9% entre 25 i 44, un 10,7% de 45 a 60 i un 2,1% 65 anys o més.
L'edat mediana era de 22 anys. Per cada 100 dones de 18 o més anys hi havia 161,6 homes.
La renda mediana per habitatge era de 31.875 $ i la renda mediana per família de 29.402 $. Els homes tenien una renda mediana de 17.804 $ mentre que les dones 12.885 $. La renda per capita de la població era de 8.317 $. Entorn del 26,4% de les famílies i el 30,6% de la població estaven per davall del llindar de pobresa.

## Poblacions més properes
El següent diagrama mostra les poblacions més properes.